# Teddy … sein Diener
Teddy … sein Diener ist eine deutsche Filmkomödie von 1916 innerhalb der Stummfilmreihe Teddy. Hauptdarsteller ist Paul Heidemann.

## Handlung
Trotz Rollentauschs bekommen sich die Richtigen.

## Hintergrund
Der Film hat eine Länge von drei Akten; produziert wurde er von Eiko Film Berlin. Unter der Nummer 39169 wurde Teddy … sein Diener von der Polizei Berlin mit einem Jugendverbot belegt.